# 잉글랜드 은행
잉글랜드 은행(영어: Bank of England 뱅크 오브 잉글랜드[*])은 1694년 설립된 영국의 중앙은행이다. 대한민국에서는 영국은행(英國銀行), 또는 영란은행(英蘭銀行)이라고도 부른다.
세계에서 여덟 번째로 오래된 은행이자 스웨덴 국립은행의 뒤를 이어 두 번째로 오래된 중앙은행이다. 본점은 런던에 있다. 잉글랜드 은행은 잉글랜드 왕국 정부 은행으로 설립되었으며 오늘날에도 영국의 정부 은행의 역할을 하고 있다. 1694년 설립 당시에는 주식회사 형태의 특허 기업이었으나 1946년 국유화되었다. 1998년 공기업으로 전환되어 전체 지분의 절반을 영국법무국이 보유하고 있으며, 금융정책의 독립성이 보장되어 있다.
잉글랜드 은행은 영국 내의 지폐 발권 은행 8곳 가운데 하나로 잉글랜드와 웨일스에서는 유일한 발권은행이고, 스코틀랜드와 북아일랜드에서는 다른 발권 권한을 지닌 상업은행들도 지폐를 발행한다.
잉글랜드 은행의 금융정책위원회가 통상적인 금융정책 권한을 갖는다. 중요한 경제 현안에 대하여는 28일 이내에 의회에 보고하여야 한다. 잉글랜드 은행은 금융기관 밀집지역인 시티오브런던의 스레드니들 스트리트에 있다. 잉글랜드 은행은 1734년 이 곳에 자리잡았다. 은행 정원에서 흰머리를 한 귀신 새러 화이트해드가 출몰한다는 전설때문에 스레드니들 스트리트는 종종 "디 올드 레이디"로 불린다. 현재 총재는 마크 카니로 2013년 7월 1일 취임하였다. 카니는 캐나다 출신으로 영국 시민권자가 아닌 사람으로는 최초로 중앙은행의 총재가 되었다.

## 역사

### 설립

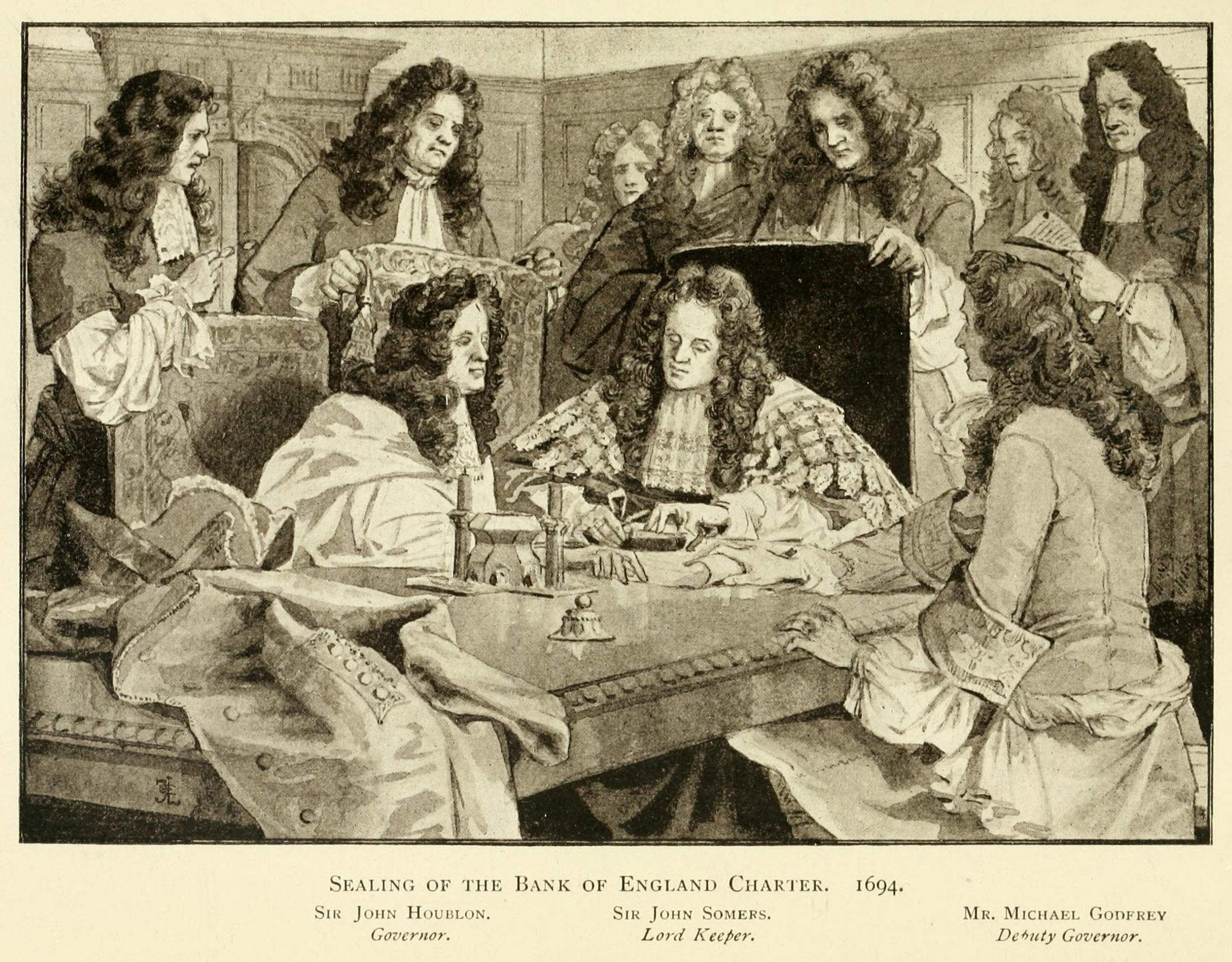
잉글랜드 은행 설립 승인 (1694)

잉글랜드 왕국은 9년 전쟁 중에 비치 해드 해전에서 프랑스에게 대패한 뒤 강력한 해군 육성의 필요성을 절감하였다. 이를 위해 요구되는 기금은 120만 파운드에 달했지만 윌리엄 3세 정부가 끌어들일 수 있는 기금은 태부족이었다.
잉글랜드 정부는 기금 조성을 위해 잉글랜드 은행 지주 회사를 설립하고 주식을 발행하여 주주를 모집하였다. 이로 인해 잉글랜드 은행은 정부 산하 기관이 아닌 특허 기업으로 설립되었지만, 발권 권한을 부여받았다. 은행은 정부에 금전을 제공하고 이에 상응하는 지폐를 발행하였다. 발행된 지폐는 대출업무에 사용되었다. 이를 통해 120만 파운드의 기금이 조성되었고 그 가운데 절반이 해군 육성에 사용되었다.
해군 육성을 위해 철강업과 같은 산업 역시 육성이 필요하였고, 이는 경제 체제 변환을 가져오게 되었다. 이로서 1707년 연합법에 의해 결성된 그레이트브리튼 왕국은 강력한 해군을 보유할 수 있게 되었다.
은행은 관련 법규가 마련되기 전부터 할리팩스 제1 백작 찰스 몬태규에 의해 추진되기 시작되었고, 그 보다 3년 전부터 윌리엄 패터슨이 필요성을 주장한 바 있다. 이들은 120만 파운드의 모집을 위해 잉글랜드 은행 지주 회사의 설립이 필요하다고 청원하였고, 1694년 잉글랜드 은행법이 공표되어 왕립 면허청으로부터 사업면허를 받았다. 당시 공공 재정의 상황은 매우 위중하여서 대출 금리는 연리 8%에 달했고, 해마다 대출 관리를 위해 4천 파운드가 소요되었다. 초대 총재는 존 허블런으로 1994년 발행된 잉글랜드 은행 50 파운드권 지폐의 모델이 되기도 하였다. 잉글랜드 은행의 사업 면허는 1742년, 1764년, 그리고 1781년에 갱신되었다.

### 18세기

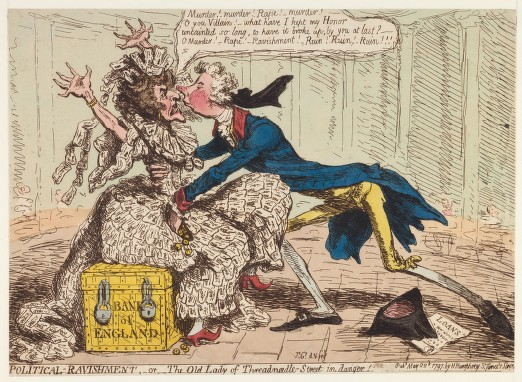
1797년 제임스 길레이가 지폐 발행에 반대하여 그린 만평. 토니당의 당수 윌리엄 피트가 잉글랜드 은행을 의인화한 "올드 레이디"의 주머니를 강탈하고 있다.

은행의 원래 위치는 시티 오브 런던의 월브룩 거리에 있었다. 이곳은 1954년 재개발 당시 고대 로마 시대의 미트라교 신자들이 사용하던 미트라에움이 발견되어 화제를 모았다.
잉글랜드 은행은 1734년 현재의 위치로 이전하였고, 스레드니들 거리에 점차 금융기관들이 들어서면서 현재의 모습을 갖추게 되었다. 현재의 건물은 존 소언(John Soane)이 지었던 기존 건물을 거의 허물고 허버트 베이커(Herbert Baker)가 새롭게 건축한 것이다. 건축사가 니콜라우스 페브스너는 이를 "20세기 시티 오브 런던에서 일어난 건축학상 대범죄"라고 혹평하였다.
18세기에 영국 국채가 발행되기 시작하였고, 잉글랜드 은행에서 이를 관리하였다. 1781년 사업 면허 갱신에서 "은행은 발행된 화폐의 지급에 충분한 금을 보유하여야 한다"는 면허 조건이 있었지만, 프랑스 혁명에 대항한 제2차 대프랑스 동맹의 전쟁의 와중에 피쉬가드 전투 등의 전투로 금보유고가 이를 감당할 수 없게 되자 1797년 2월 26일 정부는 은행의 금반출을 금지하는 1797년 은행 규제법을 공표하였다. 이 규제법은 1821년까지 이어졌다.

### 19세기

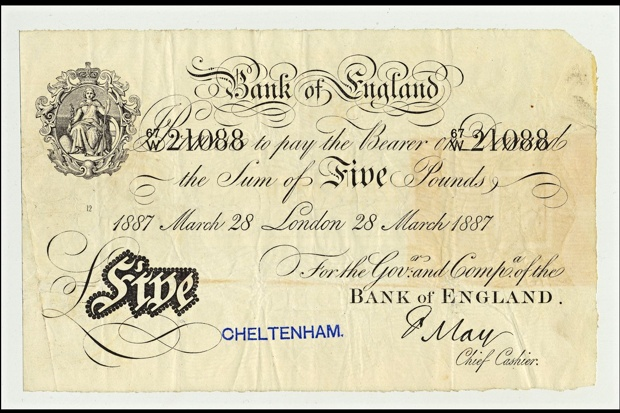
1887년 잉글랜드 은행 5 파운드권 지폐

1844년 은행 승인법은 잉글랜드 은행에게 독점적인 발권 권한을 부여하고 금보유고와 화폐 발행을 연동하는 금본위제를 실시하였다. 이로서 이전까지 각자의 은행권을 발행해오던 시중은행들은 발권 권한을 상실하였다. 1930년대에 들어 스코틀랜드와 북아일랜드의 일부 시중은행들만 발권 권한을 승인받았다. 스코틀랜드와 북아일랜드의 발권 은행들은 여전히 화폐를 발행하고 있다.
1866년 공황 시기 잉글랜드 은행은 처음으로 최종대출자의 역할을 수행하였다.
은행 승인법 이후에도 잉글랜드에서 화폐 발권을 계속하였던 마지막 시중은행은 웰링턴에 있던 폭스 파울러 앤 컴퍼니 은행으로 1927년 로이드 은행에 합병되었다. 폭스 파울러 앤 컴퍼니 은행은 아홉 곳의 화폐 제조 시설을 갖추고 있었고, 그 중 하나는 웰링턴의 톤 데일 하우스에 있었다.

### 20세기 이후

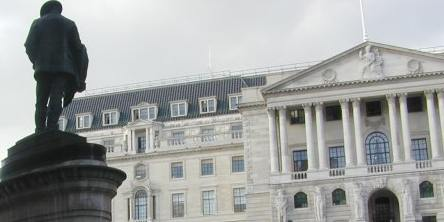
1980년 무렵 촬영된 잉글랜드 은행 정면

영국은 1931년까지 금본위제를 유지하여 영국 재무성에서 금보유고를 관리하였다. 이후 금보유고의 관리 업무는 잉글랜드 은행이 맞고 있다.
몬테규 노먼이 총재로 재임한 1920년부터 1944년까지 잉글랜드 은행은 상업은행에서 벗어나 중앙은행으로서의 역할을 하게 되었다. 노동당 정부는 1946년 잉글랜드 은행법을 통해 잉글랜드 은행을 국유화하였다.
1945년 이후 잉글랜드 은행은 케인즈주의 경제학에 바탕을 두고 특히 "금융 완화"와 화폐 총량 관리와 같은 다양한 목적을 가진 사업을 운영하였다. 잉글랜드 은행은 환율을 고정시키고 신용과 환율 조정을 통해 인플레이션과 파운드 스털링 약세에 대처하고자 하였다.
1977년 잉글랜드 은행은 자신이 지분 전체를 소유하는 잉글랜드 은행 금융회사(Bank of England Nominees Limited, BOEN)를 설립하였다. BOEN은 비상장 주식회사로 1주의 액면가는 1 파운드이고 1백 주를 표기한 주식 두 장을 발행하였다. 잉글랜드 은행의 기록에 따르면 BOEN의 목표는 "단독 또는 제3자와 연대하여 수취인 또는 대리인 또는 위임인으로서 다음의 각 자에 대한 금융 활동을 한다. 여타의 개인 또는 개개인, 거래처, 회사, 기업, 정부, 국가, 기관, 주권자, 지방, 권한자, 공공 기관, 또는 이들로 이루어지 여타의 협의체…" 잉글랜드 은행 금융회사는 1976년 회사법의 27조 9항에 따라 일반적인 회사 설립 요건에 미달하여도 설립 인가를 받을 수 있었으며, 당시 산업통상부 장관 에드문드 델로부터 사업 면허를 취득하였다. 잉글랜드 은행은 또한 면허성이 부여한 사업 면허와 공무상 비밀 유지법상의 권한 역시 유지하고 있다. 이로서 BOEN은 정부를 대신하여 영국 회사들에 대해 직접적인 이해 관계가 없는 부분에 대해서도 감사를 진행할 수 있는 권한을 부여받았다. 회사법의 개정으로 BOEN은 더 이상 법 적용 제외 특례를 받지는 않는다. BOEN은 명목상 회사로서 실재 영업활동은 없는 휴면회사이지만 휴면 상태가 회사 주식의 권한에 영향을 주지는 않는다. BOEN의 주주는 잉글랜드 은행과 잉글랜드 은행의 총재이다.
1981년 잉글랜드 은행은 지급준비제도를 폐지하였다.
1997년 노동당이 총선에서 1979년 이후 20년 만에 승리하였다. 노동당 정권은 재무장관 고든 브라운의 주도로 잉글랜드 은행이 금융 정책 독립성을 확보하도록 하였다. 1998년 잉글랜드 은행법은 잉글랜드 은행의 금융정책위원회가 정부 소매물가지수 인플레이션 관리 목표를 2.5%로 하여 기준 금리를 자율적으로 결정하도록 하였다. 재무성의 인플레이션 지수 기준이 소비자 물가지수로 바뀐 뒤로는 관리 목표를 2%로 결정하게 되었다. 잉글랜드 은행 총재는 인플레이션 지수가 관리 목표보다 1% 이상 상회하거나 하회하게 될 때 재무장관에게 지수 관리의 이유와 방법을 제시하는 서면을 보내야 한다.

## 기능

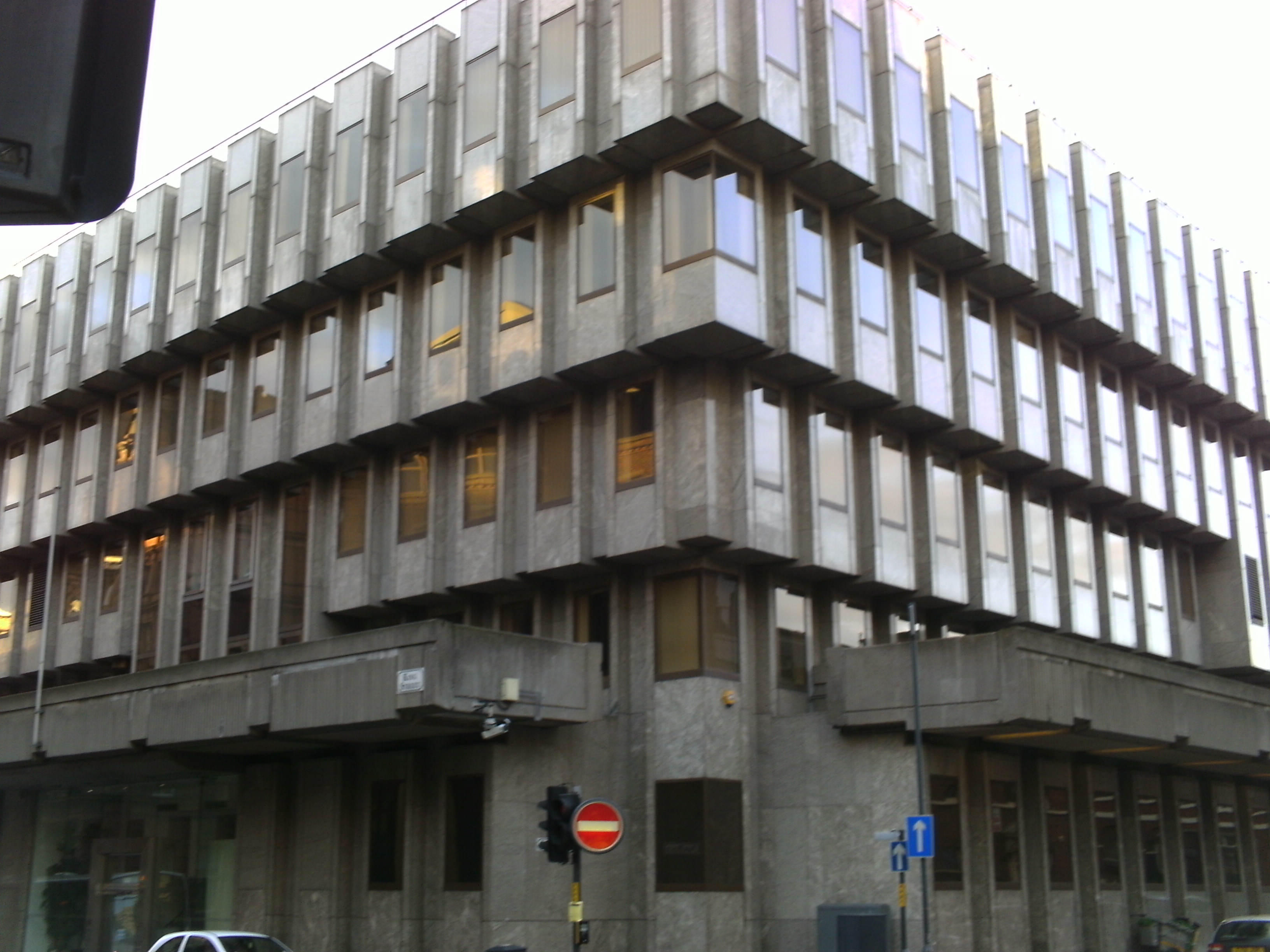
리즈에 있는 잉글랜드 은행 사무소

잉글랜드 은행은 중앙은행으로서 가격 안정과 경제 성장을 위한 영국 정부의 경제 정책 지원을 위한 업무를 맡고 있다. 이를 위한 잉글랜드 은행의 주요 업무는 크게 보아 금융정책과 재정정책으로 나뉜다.

### 금융정책
안정적인 물가와 통화량의 관리가 금융정책의 중요한 두 가지 목표이다. 잉글랜드 은행의 금융정책위원회는 안정적인 물가의 관리는 정부의 인플레이션 관리 목표를 실현하기 위해 이자율을 조정하고 수익률 곡선을 배포한다.

### 재정정책
잉글랜드 은행은 재정 안정성을 위해 국내외 시장 정보를 수집, 감시하고 재정 위험이 금융 체계 전반으로 확산되지 않도록 한다. 예외적인 사태가 발생할 경우 잉글랜드 은행은 최종대출자로서 신용 보장 업무를 하게 된다.

### 자산매입국
잉글랜드 은행은 2009년 1월부터 자산매입국(Asset Purchase Facility, APF)을 운영하고 있다. 자산매입국은 발행된 재무국 단기 채권과 영국 부채관리소의 현금 관리에 따른 "고급 자산"을 매입하여 신용 시장에 유동성을 공급한다. 2009년 3월부터 시행된 잉글랜드의 양적 완화의 최대허용량 역시 자산매입국에서 관리하고 있다. 자산매입국의 양적 완화 기금은 2천억 파운드이고, 잉글랜드 은행의 자회사인 잉글랜드 은행 자산매입국 기금 주식회사의 지배를 받는다.

## 발권
잉글랜드 은행은 1694년부터 지폐를 발행해 왔다. 최초의 지폐는 손으로 제작한 것이었고, 인쇄된 지폐는 1725년부터 발행되었는데 인쇄된 지폐면에 은행장이 사인하여 지불을 보증하였다. 사인을 포함하여 모든 요소가 인쇄물로 대체된 지폐는 1855년부터 발행되었고, 1928년까지 모든 지폐는 흰면에 검은색으로 인쇄된 "화이트 노트"였다. 18세기에서 19세기에 발행된 화이트 노트의 액면가는 1 파운드권과 2 파운드권이었다. 20세기를 거치면서 화이트노트는 5 파운드권에서 1천 파운드권까지 다양하게 발행되었다.
19세기 중반까지 영국에서는 여러 상업은행들이 자신들 고유의 지폐를 발행하였고 지방 시중은행들도 지폐를 발행하였다. 1844년 은행 승인법은 은행들의 지폐 발행을 규제하였고 신규 은행의 경우 지폐 발급 권한의 부여에 엄격한 조건을 두었다. 지방 시중은행들은 보다 큰 은행들에게 합병되면서 지폐 발권 권한을 상실하였다. 이로서 잉글랜드와 웨일스 지역에서는 지방에서 발행된 지폐가 점차 사라졌다. 1921년에 잉글랜드 지역에서 발권 권한을 보유한 지방 시중은행은 폭스 파울러 앤드 컴퍼니가 유일하였다. 그러나 1844년 은행 면허법의 적용 범위는 잉글랜드와 웨일스로 한정되었기 때문에 스코틀랜드와 북아일랜드의 상업은행에서는 여전히 자체 파운드 스털링 지폐를 발행하고 있다. 지역 상업은행의 지폐 발행량은 잉글랜드 은행의 규제를 받는다.

## 금보유
잉글랜드 은행은 영국을 비롯한 다른 여러 나라의 공식 금보유 기관이다. 잉글랜드 은행의 금고는 시티오브런던에서 세번째로 높은 건물인 타워 42의 한 층이 모두 들어가고 남을 만큼 크며 여닫는 열쇠의 크기는 3 피트(90 센티미터)나 된다. 2011년 무렵 잉글랜드 은행의 금보유량은 약 4600 톤으로 세계에서 15번째 규모이다. 이 금보유량을 2012년 시장 가격으로 환산하면 약 1560억 파운드가 된다.